# Mercat del Guinardó
El Mercat del Guinardó es troba al  barri homònim de Barcelona.

## Història i descripció
Des de mitjans dels anys 1920, els veïns del Guinardó lluitaren per tenir un mercat més a prop. El 1931, l'Ajuntament de Barcelona comprà els terrenys del passatge de Llívia, i durant anys, hi havia un mercadal a l'aire lliure que més endavant es traslladà a una nau industrial propera. A començaments dels anys 1950, s'inicià la construcció del mercat, projectat per l'arquitecte Bonaventura Bassegoda i Musté i fou inaugurat el gener del 1954.
Malgrat l'oposició dels veïns, el mercat va ser enderrocat el 2009, conservant-ne només la torre d'entrada, adaptada com a edifici d'oficines dins del nou conjunt, projectat per l'equip Bayona-Valero i inaugurat el 2015, que compta amb un supermercat, un CAP, una residència per a gent gran i una plaça.